# قطعنامه ۱۶۹۳ شورای امنیت
قطعنامه ۱۶۹۳ شورای امنیت سازمان ملل متحد که در تاریخ ۳۰ ژوئن ۲۰۰۶ تصویب شد، سندی بین‌المللی دربارهٔ اوضاع در مورد جمهوری دموکراتیک کنگو است. این قطعنامه طی نشست ۵۴۸۰ام با ۱۵ رای موافق، ۰ مخالف و ۰ ممتنع تصویب شد.